# آلیس ارمنستان
آلیس ارمنستان (ارمنی: Ալիծ Ռուբինյան؛ ۱۱۸۲ میلادی – پس از ۱۲۳۴ میلادی) بانوی حاکم تورون از سال ۱۲۲۹ تا ۱۲۳۶ میلادی بود. وی همچنین دختر بزرگ روبن سوم و ایزابلا تورون بود که با هتوم، ارباب ساسون، ریموند چهارم، کنت طرابلس و واهرام، ارباب کُریکوس ازدواج کرد.

## زندگی
دوران کودکی و ازدواج اول
آلیس فرزند بزرگ‌تر شاهزاده روبن و همسرش ایزابل بود. او یک خواهر کوچک‌تر به نام فیلیپا داشت. وقتی پدرشان درگذشت، آلیس چهار یا پنج ساله بود. روبن در سال 1187 از سلطنت کناره‌گیری کرد و درگذشت و برادرش لئو جای او را گرفت. لئو ابتدا به‌عنوان قیم و سرپرست خواهرزاده‌هایش منصوب شد، اما بعداً آن‌ها را کنار گذاشت و خودش قدرت را به دست آورد و آن را به فرزندان خودش انتقال داد.
ایزابل بین سال‌های 1192 تا 1229 فوت کرد و بعد از مرگ او، آلیس وارث تورون شد؛ تورونی که در آن زمان تحت اشغال مسلمانان بود. حدود سال 1189، آلیس و فیلیپا به ترتیب به ازدواج مردانی از خاندان لرد ساسون درآمدند. ازدواج هر دو خواهر در همان سال انجام شد. در می 1193، همسران هر دو خواهر به قتل رسیدند. سمپاد، یکی از فرماندهان وقت، به این موضوع اشاره کرده و شایعاتی را مطرح کرده که لئو، عمویشان، پشت این ترورها بوده است.

ازدواج دوم
آلیس برای بار دوم به ریموند چهارم، کنت طرابلس، نامزد شد تا صلح بین خانواده ریموند در انطاکیه و خانواده آلیس در ارمنستان برقرار شود. برای این ازدواج نیاز به اجازه هنری دوم، کنت شامپاین، بود که پس از آزادی پدر ریموند توسط عموی آلیس، این اجازه صادر شد. آلیس و ریموند حدود سال 1195 ازدواج کردند، اما این ازدواج فقط سه سال طول کشید چون ریموند درگذشت و آلیس در آن زمان باردار بود. سمپاد نوشته است که توافق شده بود هر پسری که از این ازدواج به دنیا بیاید، جانشین عموی آلیس در ارمنستان شود. چند ماه پس از مرگ ریموند، آلیس پسری به نام ریموند-روپن به دنیا آورد.
پس از تولد پسرش، آلیس توسط پدرشوهرش به ارمنستان بازگردانده شد. با این حال، بوهموند موافقت کرد که ریموند-روپن وارث او باشد. در سال 1201، بوهموند درگذشت و تصمیمش را تغییر داد و پسر کوچک‌ترش را به‌عنوان شاهزاده انطاکیه معرفی کرد. در سال 1216، با کمک لئو، بوهموند کنار گذاشته شد و ریموند-روپن شاهزاده انطاکیه شد، اما این وضعیت فقط تا سال 1219 دوام آورد و بوهموند دوباره کنترل را به دست گرفت.
ازدواج سوم و سال‌های پایانی زندگی
در 2 می 1219، شاه لئو درگذشت و ارمنستان را به دختر کوچک‌ترش ایزابل واگذار کرد. سرپرستی ابتدا به آدام باگرس سپرده شد، اما پس از ترور او، کنستانتین بابیرون این نقش را به عهده گرفت. چندین جناح مخالف جانشینی بودند و نامزدهای دیگری نیز ادعای تاج و تخت را مطرح کردند. سیبیلا لوزینیان، مادر ایزابل، ادعای خود را مطرح کرد اما تبعید شد. دختر بزرگ‌تر لئو، استفانی، نیز ادعا کرد، اما او و پسر جوانش درگذشتند. در سال 1219، آلیس به نمایندگی از پسرش ادعای تاج و تخت کرد و برای تقویت این ادعا، در سال 1220 با واهرام، ارباب کوریکوس، ازدواج کرد.
در سال 1222، کنستانتین دستور ترور واهرام را داد، ریموند-روپن یا در جنگ کشته شد یا در زندان درگذشت، و آلیس زندانی و سپس تبعید شد. ریموند-روپن یک نوه به نام ماریا از خود به جا گذاشت که بعدها بانوی تورون شد و به‌طور ناموفق تاج و تخت ارمنستان را مطالبه کرد. ایزابل به‌عنوان وارث قانونی تاج و تخت باقی ماند.
پس از آزادی، آلیس به حقوق ارثی خود در فلسطین روی آورد. او از مادرش حقوق تورون و اولترجوردن و سهام خود در پادشاهی اورشلیم را به ارث برد، اما این مناطق از سال 1187 به دلیل حمله مسلمانان تحت کنترل مسیحیان نبودند. تورون در سال 1219 توسط مسلمانان تصرف شد، اما از طریق معاهده یافا در سال 1229، دو سال پس از مرگ المعظم در نوامبر 1227، توسط فردریک دوم، امپراتور مقدس روم، از سلطان الکامل بازپس گرفته شد. چون تورون در سال 1220 به شوالیه‌های توتونیک فروخته شده بود، اختلافاتی میان آن‌ها و آلیس به وجود آمد. او توانست حقوق خود را از دادگاه عالی به اثبات برساند و فردریک دوم این قلمرو را به او واگذار کرد.
آلیس مدتی پس از سال 1234 درگذشت. او موفق شد از هر سه شوهر، خواهر، پسر و عمویش بیشتر عمر کند. تورون به نوه‌اش ماریا منتقل شد